# Bulinus succinoides
Bulinus succinoides е вид коремоного от семейство Planorbidae. Видът е застрашен от изчезване.

## Разпространение
Разпространен е в Малави.